# Koca Ragıp Pascha
Koca Mehmet Ragıp Pascha (* 1698 in Istanbul; † 1763 ebenda) war ein osmanischer Staatsmann. Er war von 1744 bis 1748 Gouverneur von Ägypten und von 1757 bis 1763 Großwesir des Osmanischen Reiches. Bekannt war er außerdem als Dichter und Gelehrter. Sein Beiname Koca bedeutet im Türkischen groß.

## Leben
Mehmet Ragıp wurde 1698 als Sohn des osmanischen Verwaltungsbeamten Şevki Mustafa geboren. Nach seiner Ausbildung arbeitete er bei verschiedenen Stellen des Reiches als Beamter. So war er in der osmanischen Finanzverwaltung Defter beschäftigt und Kämmerer des Eyâlet Bagdad (heute Irak). Außerdem war er Teil der osmanischen Gesandtschaft beim Vertrag von Belgrad im Jahr 1739. Ein Jahr später wurde er Reis ül-Küttab und war damit im Range eines Staatsministers auch zuständig für die Außenpolitik des Reiches. Ab 1744 diente er vier Jahre als Gouverneur des Eyâlet Ägypten, bis er von örtlichen Truppen zum Rücktritt gezwungen wurde.

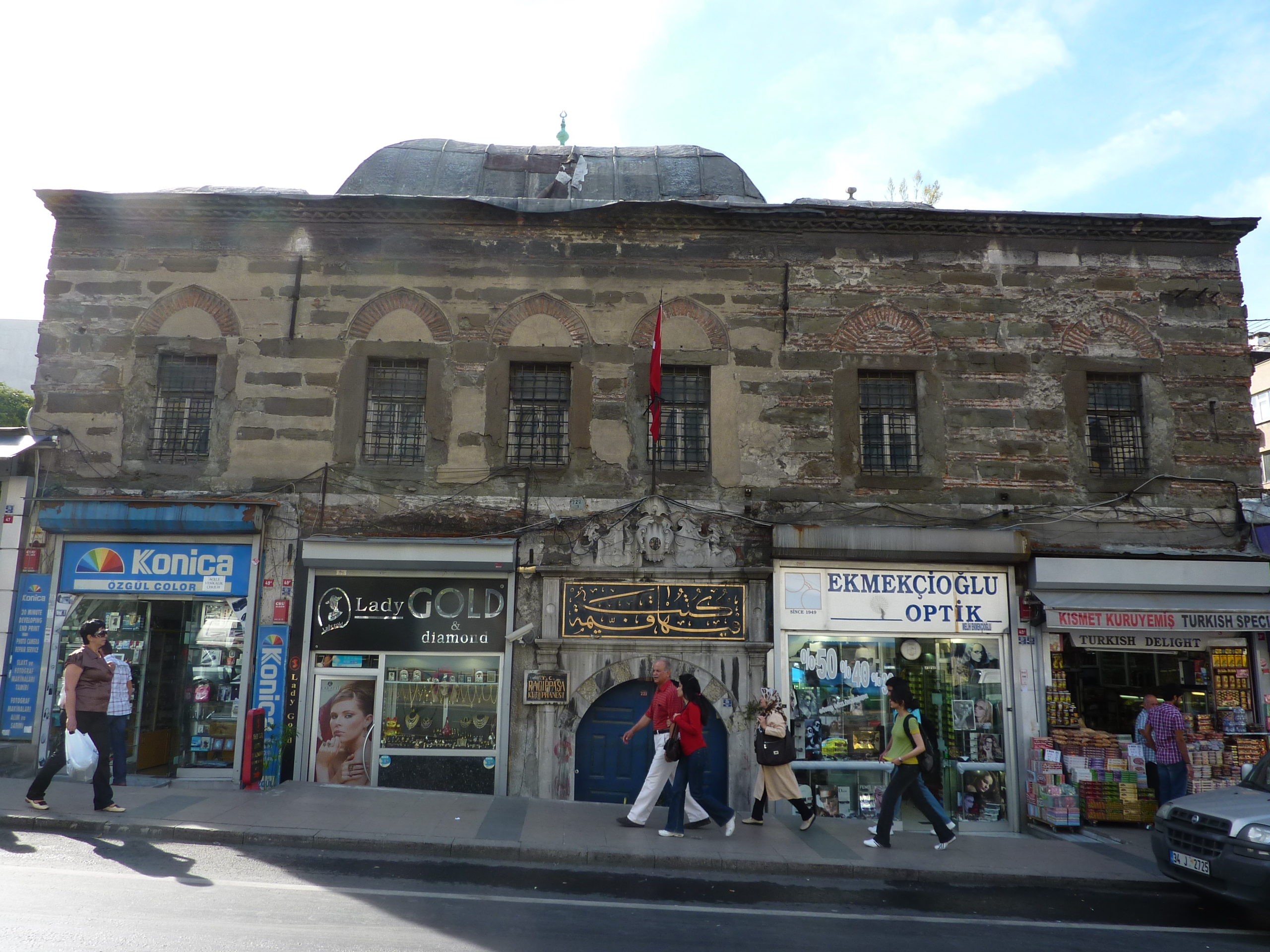
Ragıp-Pascha-Bibliothek, Istanbul

Am 12. Januar 1757 wurde er von Sultan Osman III. zum Großwesir berufen. Als Osman III. zehn Monate später starb, diente Mehmet Ragıp Pascha auch unter dem neuen Sultan Mustafa III. weiter als Großwesir. Er heiratete mit Saliha Sultan eine Schwester von Sultan Ahmed III. und erhielt damit den Ehrentitel damad, der Männern vorbehalten war, die in die Sultansfamilie einheirateten.
Ragıps Amtszeit fiel in eine Phase des ersten Niederganges des Osmanischen Reiches. Trotzdem erließ er Reformen der osmanischen Verwaltung und des Schatzamtes. So gelang es ihm, zum ersten Mal mehr Einnahmen als Ausgaben zu erwirtschaften. Außerdem war Koca Ragıp Pascha Anhänger der Friedenspolitik. Seine Amtszeit fiel in die Phase des Siebenjährigen Krieges in Europa. Trotz der Kriegsgefahr konnte er das Osmanische Reich aus Konflikten heraushalten.
Koca Ragıp Pascha starb 1763 im Amt. Nach seinem Tod schrieb Mustafa III. eine Elegie (türkisch ağıt), in der er seine Trauer um den Tod seines guten Freundes zum Ausdruck brachte.
Koca Ragıp Pascha galt als Gelehrter, der sich intensiv mit der europäischen Kultur auseinandersetzte und Werke von Hugo Grotius, Voltaire und Isaac Newton übersetzte. Außerdem schrieb er zahlreiche Gedichte und setzte sich für die Förderung von Kultur und Kunst ein. Er selbst förderte den osmanischen Dichter Haşmet. Mit den Büchern, die er gesammelt hatte, gründete er die Ragıp-Pascha-Bibliothek und baute im Istanbuler Stadtteil Lâleli ein Bibliotheksgebäude, in dessen Garten er beigesetzt wurde.

## Werke
- Diwan (Gedichtsammlung)
- Münşaat
- Fethiye ve Fetihname-i Belgrad
- Mecmua-i Ragıp Paşa
- Tahkik ve Tevfik
- Sefinetü’r-Ragıp
- Matlau’s-Sa’deyn